# Schlacht bei Abensberg
Sacile – Teugn-Hausen – Weichselfeldzug – Raszyn – Abensberg – Landshut – Eggmühl – Regensburg – Neumarkt – Ebelsberg – Piave – Aspern – Sankt Michael – Stralsund – Bergisel – Raab/Győr – Graz – Wagram – Korneuburg – Stockerau – Gefrees – Hollabrunn (Schöngrabern) – Znaim – Walcheren–Schlacht an der Baskischen Reede

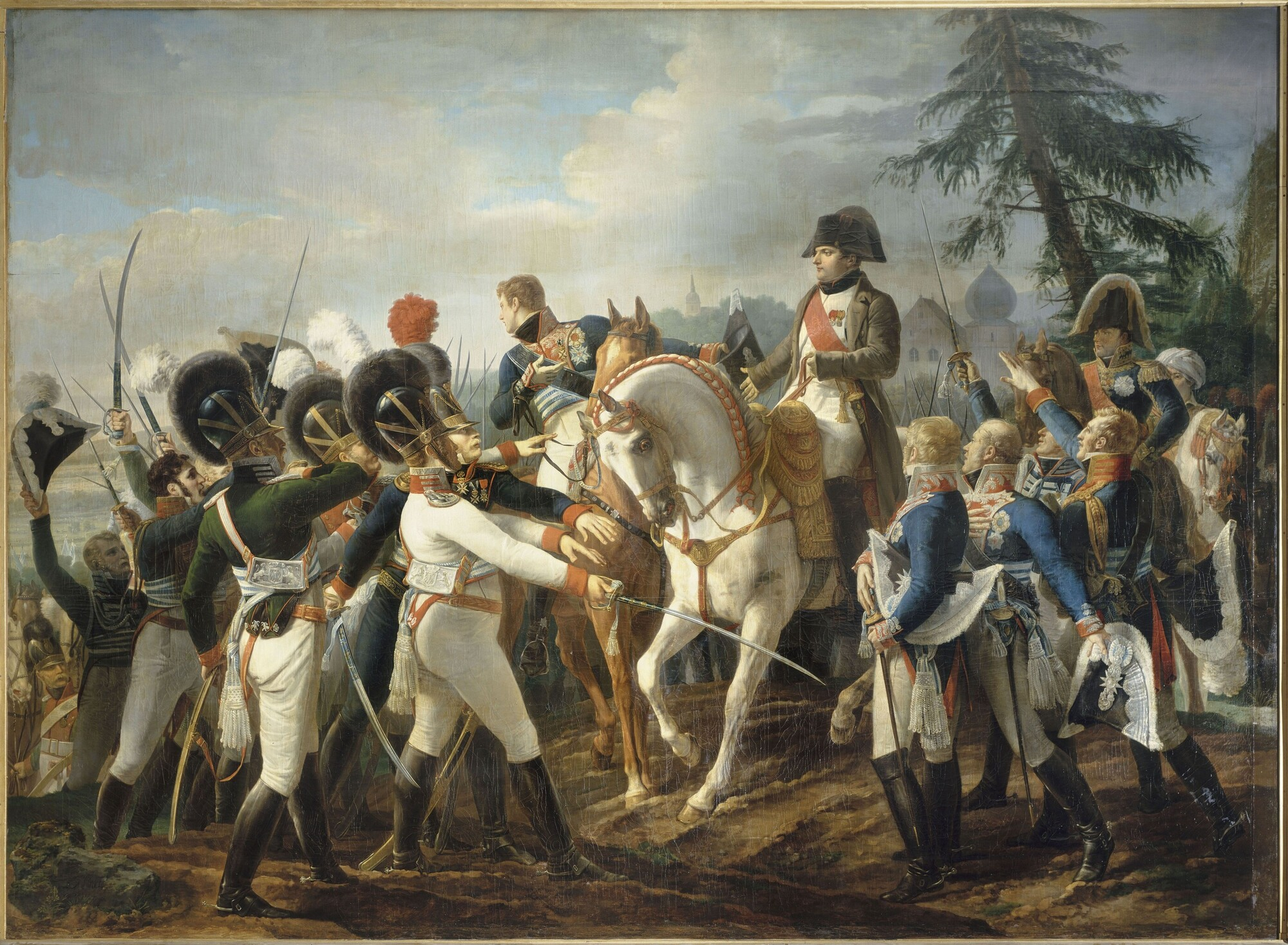
Kaiser Napoleon hält am Morgen der Schlacht eine Rede an die bayerischen Soldaten

Unter der Bezeichnung Schlacht bei Abensberg werden mehrere Gefechte zusammengefasst, die zwischen dem 19. und 20. April 1809 hauptsächlich zwischen den Flüssen Abens und Große Laaber stattfanden. An diesen Tagen begegneten sich das österreichische Heer unter Erzherzog Karl und die französische Armee unter Kaiser Napoleon mit unterschiedlichen Intentionen auf sehr breiter Front zwischen Mainburg an der Abens im Süden und Peising bei Bad Abbach im Norden. Dabei kam es zu größeren Gefechten bei Offenstetten, Kirchdorf, Siegenburg, Rohr und Rottenburg. In enger Verbindung mit diesen Kämpfen standen die Gefechte bei Pfaffenhofen an der Ilm, Peising (bei Bad Abbach), Langquaid, Thann, Teugn und Hausen (→Schlacht bei Teugn-Hausen).
Da die oben genannten Gefechte sich aus derselben Bewegung der beiden Heere heraus entwickelten, waren sie alle sehr eng miteinander verflochten und beeinflussten sich gegenseitig. Daher können die Kämpfe vom 19. bis zum 22. April zwischen der Abens und der Großen Laaber eigentlich nicht voneinander getrennt werden. In der älteren Literatur werden sie daher häufig zusammenfassend als Teil der „Schlacht bei Regensburg“ oder „Feldzug bei Regensburg“ beschrieben (→ Hauptartikel „Schlacht bei Regensburg“).

## Die Schlacht und ihre Folgen

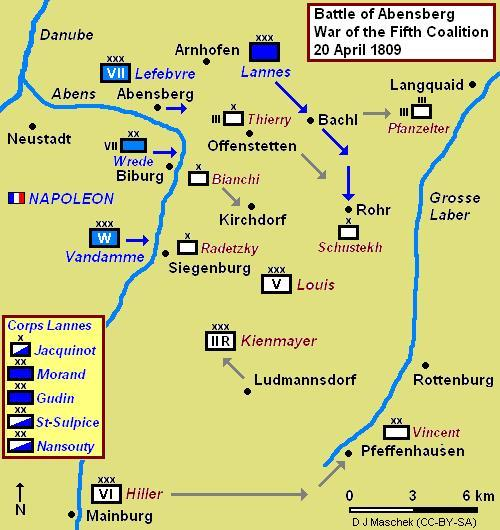
Vereinfachter Übersichtsplan zur Schlacht (die württembergische Division unter Vandamme stand am Morgen der Schlacht allerdings unter der persönlichen Leitung von Kaiser Napoleon vor Offenstetten)

Am Morgen des 20. April stand der linke österreichische Flügel mit dem schwachen Armeekorps von Erzherzog Ludwig bei Siegenburg und mit dem Armeekorps von Feldmarschalleutnant Johann von Hiller bei Mainburg. Durch die Kämpfe am 19. April war es Marschall Davout nicht nur gelungen, die Verbindung zur französischen Hauptarmee wiederherzustellen, sondern auch seine Position bei Hausen zu behaupten. Da die Vorpostengefechte bei Abensberg am späten Nachmittag dieses Tages gezeigt hatten, dass die Österreicher zwischen der Abens und der Großen Laaber anscheinend nur schwache Deckungstruppen zurückgelassen hatten, wollte Kaiser Napoleon diese günstige Gelegenheit nutzen und an dieser Stelle die österreichische Armee durchbrechen. Zu diesem Zweck unterstellte er Marschall Lannes am frühen Morgen des 20. Aprils die Divisionen, die bis zu diesem Zeitpunkt unter dem Kommando von Davout gestanden hatten und die am Tag vorher bei Arnhofen eingetroffen waren, als neues (provisorisches) Armeekorps. Er befahl dem Marschall, der im Hauptquartier gerade aus Spanien eingetroffen war, mit seinem neuen Korps die österreichische Front mit einem Angriff in Richtung Rohr zu durchbrechen und anschließend bis nach Rottenburg durchzustoßen, um dadurch den linken österreichischen Flügel vollständig von der Hauptarmee unter Erzherzog Karl abzuschneiden, den Napoleon bei Regensburg oder bei Straubing vermutete. Während dieses Angriffs sollte Marschall Davout die Österreicher an der Großen Laaber festhalten und Marschall Lefebvre und General Vandamme sollten gleichzeitig die Truppen von Erzherzog Ludwig zwischen Offenstetten und Siegenburg fesseln.
Um 9 Uhr gab Kaiser Napoleon das Signal zum allgemeinen Angriff. Den 60.000 Mann unter dem persönlichen Befehl von Kaiser Napoleon standen zwischen Siegenburg und Bachl nur 24.000 Österreicher gegenüber. Während General Vandamme bei Offenstetten und die Bayern bei Biburg und Siegenburg angriffen und langsam zurückdrängten, stießen die Truppen unter Marschall Lannes wenig behindert über Bachl bis nach Rohr vor. Als Erzherzog Ludwig am frühen Nachmittag erfuhr, dass die Franzosen bereits Rohr eingenommen hätten, gab er den Befehl zum Rückzug nach Pfeffenhausen, wohin Feldmarschalleutnant Hiller mittlerweile schon mit dem VI. österreichischen Armeekorps marschiert war. Als Hiller dort hörte, dass die Franzosen schon Rohr erreicht hätten, entsandte er einen Teil seiner Truppen nach Rottenburg, um dort deren Vormarsch aufzuhalten. Mit dem Rest seines Armeekorps marschierte er weiter nach Türkenfeld an der Kleinen Laaber, um sich vor die Franzosen zu setzen, und marschierte in der Nacht weiter nach Landshut, wohin ihm noch vor Tagesanbruch auch Erzherzog Ludwig mit dem V. Armeekorps folgte (→Schlacht von Landshut).
Während dieses Tages (also am 20. April) nahm Erzherzog Karl mit der Eroberung von Regensburg wieder Kontakt zu den österreichischen Truppen in der Oberpfalz nördlich der Donau auf. Er wurde jedoch am 22. April mit den Kämpfen bei Schierling und Eggmühl (→Schlacht bei Eggmühl) zuerst nach Regensburg und dann über die Donau abgedrängt. Die Folge war, dass sich die gesamte österreichische Armee danach wieder in Richtung Wien zurückziehen musste.

## Nachwirkung und Erinnerung an die Schlacht
Da in der Schlacht von Abensberg (im engeren Sinn die Kämpfe zwischen Abensberg, Siegenburg, Offenstetten und Kirchdorf am 20. April) auf der französischen Seite die bayerischen Truppen unter der Führung des französischen Marschalls Lefebvre gekämpft hatten und als Sieger das Schlachtfeld verlassen hatten, erhielt die Stadt Abensberg am 31. Dezember 1809 durch einen Erlass von König Maximilian I. Joseph ein neues Wappen, das zwei gekreuzte Schwerter enthält. Auf der Napoleonshöhe in Abensberg erinnert heute ein Gedenkstein an die Schlacht.
Im Jahr 2009 erinnerte die Stadt Abensberg mit einem umfangreichen Kulturprogramm an die Ereignisse des 19. und 20. April 1809.
Der Maler Wilhelm von Kobell erinnerte in seinem 1813 entstandenen Gemälde an die Schlacht bei Arnhofen 1809. Das 204 cm × 321 cm große Gemälde ist im Besitz des Residenzmuseums in München.